# Ашинов, Якуб Нухович
Якуб Нухович Ашинов (10.01.1929 — 20.02.1995) — передовик советского сельского хозяйства, звеньевой колхоза имени Ленина Теучежского района (ныне — Республики Адыгея) Герой Социалистического Труда (23.06.1966).

## Биография
Родился в 1929 году в ауле Габукай Теучежского района Адыгейской автономной области в крестьянской семье. После окончания школы ушёл в Советскую Армию, служил в РВСН СССР.
В 1953 году, демобилизовавшись из армии, вернулся в родной колхоз, стал работать в тракторной бригаде. Вскоре его посылают учиться в Ханское профессионально-техническое училище, которое закончил в 1956 году. Получил профессию тракториста-машиниста широкого профиля и слесаря третьего разряда. Это знаменитое учебное заведение окончили будущие Герои Социалистического Труда Василий Головченко, Аслан Меретуков и Аслан Сиюхов.
В 1962 году Ашинов возглавил механизированное кукурузоводческое звено. В то время по инициативе передовых механизаторов Владимира Яковлевича Первицкого и Владимира Светличного на Кубани широко развертывалось движение по возделыванию кукурузы, сахарной свеклы и других пропашно-технических культур механизированным способом. В звено Якуба Ашинова вошли три механизатора: Дауд и Шумаф Тхаркахо, Юнус Теучеж. Они обязались вырастить кукурузу на большой площади без применения ручного труда.
Якуб Ашинов дважды побывал в Кубанском институте по испытанию сельскохозяйственных машин, детально изучил опыт работы Владимира Первицкого, новую технологию выращивания кукурузы.
В 1964 году механизаторы одержали большую трудовую победу: с каждого из 255 гектаров кукурузы, выращенной без применения ручного труда, они собрали по 72,5 центнера зерна. Каждый член звена произвёл 4622 центнера. Кроме того, звено выращивало озимые, подсолнечник и кукурузу на силос. Себестоимость продукции в звене оказалась намного ниже, чем в среднем по колхозу. И в последующие три года звено получало урожаи соответственно по 62, 58, 65 центнеров кукурузного зерна.
За успехи, достигнутые в увеличении производства и заготовок пшеницы, кукурузы и других зерновых и кормовых культур при высокопроизводительном использовании техники, Указом Президиума Верховного Совета СССР от 23 июня 1976 года Я. Н. Ашинову присвоено звание Героя Социалистического Труда с вручением ордена Ленина и золотой медали «Серп и Молот». Этим же указом награждён бригадир колхоза «Родина» Исхак Янок.
Более десяти лет Якуб Ашинов возглавлял механизированное звено. За эти годы коллектив не получал урожая ниже, чем 50 центнеров с гектара. Высокая агротехника пришла и на озимые поля. В 1971 году первая комплексная бригада, куда входит звено Я. Н. Ашинова, собрала с гектара по 39,2 центнера озимых с площади 650 гектаров. Причём механизаторы сэкономили немало горюче-смазочных материалов, сберегли много средств, отпущенных на ремонт. За экономию топлива бригада получила 1800 рублей премии.
7 декабря 1973 года за большие успехи в развитии сельскохозяйственного производства награждён орденом Октябрьской Революции. Звено неоднократно являлось участником ВДНХ. Я. Н. Ашинов был награждён золотой медалью ВДНХ.
Избирался депутатом Адыгейского областного Совета народных депутатов, членом Теучежского райкома и кандидатом в члены Адыгейского обкома КПСС, кандидатом в члены ЦК профсоюза работников сельского хозяйства и заготовок, членом крайкома Союза работников сельского хозяйства.
Умер 20 февраля 1995 года. Похоронен в а. Габукай Теучежскоом района Республики Адыгея.

## Семья
Жена.

## Награды
- Золотая медаль «Серп и Молот» (23.06.1966);
- Орден Ленина (23.06.1966)
- Орден Октябрьской Революции (7.12.1973)
- Медаль «В ознаменование 100-летия со дня рождения Владимира Ильича Ленина» (6 апреля 1970)
- Медаль «За доблестный труд в Великой Отечественной войне 1941—1945 гг.»

## Память

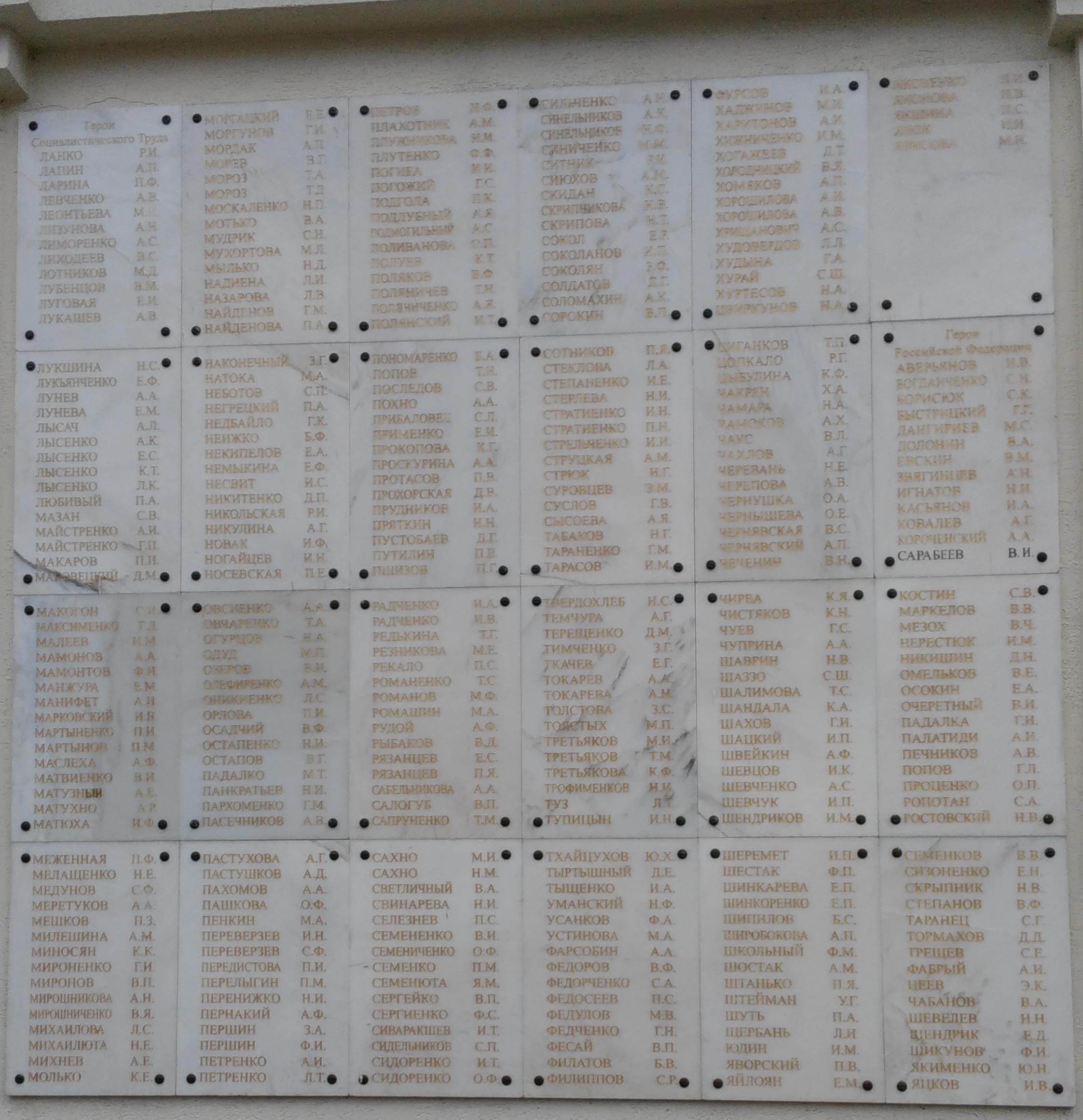
Мемориальная доска с именами Героев Социалистического Труда Кубани и Адыгеи. Краснодар 2017

- Имя Героя золотыми буквами вписано на мемориальной доске в Краснодаре
- На могиле Героя установлен надгробный памятник.
- В июне 2010 года на здании правления колхоза им. Ленина в ауле Габукай Адыгеи была открыта мемориальная доска.